# Малинівка (Коростенський район)
Мали́нівка (до 1939 року — колонія) — село Коростенського району Житомирської області України. Населення становить 568 осіб.
Герб села промовистий.

## Історія
Було засноване німецькими колоністами 1871 року. Поселення отримало назву «Колонія Малиндорф». Згодом німці стали переселятися до Надволжя, а їхнє місце зайняли чехи. Виразна чеська громада проживала тут до початку 1990-х років, коли на запрошення чеського уряду її представники стали переселятися до Чехії.

## Символіка
Коли у 2018 році місцеві жителі вигадували герб, то, крім малини, на ньому зобразили й липу (символ Чехії). А ще оленя – бо село розташоване серед дрімучих поліських лісів. Лев під короною теж є відсиланням до чеських поселенців, завдяки яким тут з'явилася малина.

## Населення

### Мова
Розподіл населення за рідною мовою за даними перепису 2001 року:
| Мова            | Кількість | Відсоток |
| --------------- | --------- | -------- |
| українська      | 527       | 92.78%   |
| російська       | 33        | 5.81%    |
| білоруська      | 2         | 0.35%    |
| інші/не вказали | 6         | 1.06%    |
| Усього          | 568       | 100%     |

## Географія
На східній околиці села Малинівка бере свій початок на висоті близько 170 м над рівнем моря річка Морсовка.

## Цікаві факти
Якщо ви ніколи не пробували малиновий борщ і малинові кнедлики і вареники, вам обов'язково потрібно з'їздити в Малинівку. Ягоду - і червону, і жовту - тут вирощують з часу заснування села німецькими колоністами 1871 року. Пізніше тут оселилися чехи, які привезли і саджанці малини, і старовинні рецепти ягідного борщу та кнедликів. Вареники – це винахід місцевих. Старовинний чеський малиновий борщ наші теж удосконалили, перетворивши у справжній делікатес.